# وسعت عشق
وسعت عشق (به انگلیسی: Love Spreads) یک فیلم سینمایی کمدی آمریکایی-انگلیسی آماده اکران به نویسندگی، کارگردانی و تهیه کنندگی جیمی آدامز با بازی عالیه شوکت، ایزا گونزالس، شانل کرسول، نیک هلم، دالی ولز و تارا لی است

## بازیگران
- عالیه شوکت در نقش کلی
- ایزا گونزالس در نقش پاتریشیا
- شانل کرسول در نقش جس
- نیک هلم در نقش مارک
- دالی ولز در نقش جولی
- تارا لی در نقش آلیس

## انتشار فیلم
قرار بود این فیلم اولین نمایش جهانی خود را در Tribeca Film Festival در تاریخ ۱۵ آوریل سال ۲۰۲۰ انجام دهد. ولی، جشنواره به دلیل ویروس کرونا لغو شد.